# ماهنامه حسابدار

ماهنامه حسابدار قدیمی‌ترین نشریه حرفه‌ای حسابداری ایران در بین نشریاتی است که هم‌اکنون منتشر می‌شوند. این مجله قدمتی بیش از چهل سال (از ۱۳۵۵) دارد و هم‌اکنون با شمارگان ۱۰۰۰۰ نسخه به‌طور ماهنامه از سوی انجمن حسابداران خبره ایران منتشر می‌شود. محسن قاسمی از اردیبهشت ۱۳۹۷ تاکنون سردبیری این مجله را بر عهده دارد.

## بایگانی الکترونیکی
بر روی وب‌گاه رسمی ماهنامه حسابدار بایگانی مطالب منتشر شده در این مجله به تفکیک موضوعات زیر در دسترس همگانی قرار داده شده‌است:
- سرمقاله
- مقاله
- گزارش
- گفت‌وگو
- اخبار

## جشن چهل‎‌سالگی
شامگاه سه‎‌شنبه، ۲۳ آذر ۱۳۹۵، هم‌زمان با آیین گرامی‎داشت روز حسابدار، «جشن چهل‌‎سالگی مجله حسابدار» نیز با حضور اعضای شورای عالی، دبیرکل و گروهی از اعضای انجمن حسابداران خبره ایران در تالار الغدیر دانشکده مدیریت دانشگاه تهران برگزار شد.